# Детерн
Детерн (нем. Detern) — община в Германии, в земле Нижняя Саксония.
Входит в состав района Лер. Подчиняется управлению Юмме. Население составляет 2693 человека (на 31 декабря 2010 года). Занимает площадь 43,3 км².
| Год  | Население |
| ---- | --------- |
| 1990 | 2123      |
| 1995 | 2297      |
| 2000 | 2501      |
| 2005 | 2623      |
| 2010 | 2698      |